# Hullas del Coto Cortés
Hullas del Coto Cortés (HCC) fue una empresa española cuya actividad principal fue la explotación del yacimiento carbonífero de Cerredo en el suroeste de Asturias. Constituida en 1919, desde ese momento formó parte de las participaciones industriales del Banco Pastor hasta el año 2006. En ese año pasó a formar parte del grupo de Victorino Alonso, para ser absorbida en junio de 2008 por la Minero Siderúrgica de Ponferrada y constituir Coto Minero Cantábrico.

## Historia
La empresa se constituyó en 1919, con un capital de 5 millones de pesetas, para la explotación de las minas que Antonio Cortés y Méndez-Bálgoma aportaba a la sociedad. La constitución de la empresa fue promovida por Pedro Barrié de la Maza, y entró a formar parte de los intereses empresariales del Banco Pastor —entonces Banco Sobrinos de Juan Pastor—.
El coto Cortés era —según información publicada en 1919 por la Revista Industrial-Minera Asturiana y firmada por el ingeniero de minas Celso R. Arango— un conjunto de concesiones y demasías, de 1175 ha de extensión, situado en las localidades de Cerredo (Degaña) y Monasterio de Hermo (Cangas de Tineo, actualmente Cangas del Narcea). De entre las concesiones del coto destacaría la que le da nombre, Cortés, con una extensión de 736 ha. Antonio Cortés ya había solicitado en 1917 la ayuda del Ministerio de Hacienda, mediante un préstamo hipotecario de 3 millones de pesetas para la explotación de la mina «Cortés». El 15 de noviembre, en La Coruña, y con el nombre de S.A. Hullas del Coto Cortés, Minas de Cerredo y Anexas, se firmaron sus estatutos. Tras su adaptación a la ley de Sociedades Anónimas (1989), cambió su denominación a Hullas del Coto Cortés, S. A.

### Cotización en bolsa
Cotizó en bolsa desde 1987 hasta el año 2007. En junio de 1987 solicitó y fue admitida a cotizar en la Bolsa de Madrid, tras 45 años repartiendo dividendos. Cotizó en el mercado de corros hasta el año 2003, en que comenzó a cotizar dentro del mercado continuo. En junio del 2003 el valor fue incluido en el Índice General de la Bolsa de Madrid y fue excluido en diciembre de 2006.
OPA
El 23 de diciembre de 2005 Comile —empresa del grupo de Victorino Alonso— presentó una oferta pública de adquisición sobre el 100% de las acciones de Hullas del Coto Cortés a un precio de 10,70 euros, autorizada por la Comisión Nacional del Mercado de Valores el 28 de marzo de 2006. únicamente a la espera del informe del Servicio de Defensa de la Competencia. En la fecha de presentación de la opa el accionista mayoritario de Comile era Antracitas Calello, S.A., que a su vez poseía un porcentaje de control del 61,55% de la Minero Siderúrgica de Ponferrada (MSP). A su vez la Fundación Barrié de la Maza poseía 845 acciones de HCC (0,024% del total), directamente, y a través del Banco Pastor 2.068.886 acciones (57,871%), existiendo un acuerdo verbal de venta a Comile.
Finalmente, la opa recibió la aprobación de Competencia, por no parecer que pudiera «obstaculizar el mantenimiento de una competencia efectiva» en la minería de carbón destinado a la generación de energía eléctrica. Este informe se apoyaba y era consistente con el solicitado por el Servicio de Defensa de la Competencia a la Comisión Nacional de Energía (CNE),  que también aprobó la operación. El resultado final de la opa fue un éxito, con la adquisición por parte de Comile de 2 775 207 acciones de las 3 575 000 acciones de la sociedad, el 57,87% del capital social.
Exclusión
El 10 de enero de 2007 Hullas del Coto Cortés solicitó la exclusión de negociación de sus acciones en las bolsas de Madrid y Valencia, realizando una opa sobre las 799 793 acciones que no estaban en poder de Comile, al precio de 10,70 euros. Como resultado adquiere 723 824 acciones (el 90,43% de las mismas). En consecuencia, las acciones de Hullas del Coto Cortés dejaron de cotizar el 8 de agosto de 2007.

### Absorción
Finalmente, el 26 de junio de 2008, las juntas de accionistas de Hullas del Coto Cortés y Minero Siderúrgica de Ponferrada (MSP) aprobaron la fusión de ambas sociedades. La MSP absorbió a HCC y, posteriormente, pasó a denominarse Coto Minero Cantábrico.

## Minería del carbón en Cerredo
La actividad principal de la empresa fue la extracción de carbón en las inmediaciones de la villa de Cerredo, en el concejo asturiano de Degaña, en las proximidades del límite con la provincia de León. El yacimiento, estefaniense, es la prolongación en Asturias de la cuenca de Villablino, con más de 20 capas explotables. Tras dos décadas de inactividad, en la década de 1940 comenzó el laboreo de forma continuada del yacimiento. En el año 1975 comenzó la explotación a cielo abierto.
El destino principal de la producción fue la generación de energía eléctrica, primero en la central térmica Compostilla II y finalmente en la de Anllares, ambas en la provincia de León. 

### Yacimiento
El campo de explotación se encuentra en la denominada cuenca de Villablino, que toma su nombre de la localidad leonesa, situada en el centro de la misma. Dicha cuenca está datada en el Estefaniense (Carbonífero superior) y está formada por un sinclinal asimétrico, cuyo eje se orienta según la dirección este-oeste. En la rama norte del sinclinal las capas tiene una inclinación aproximada de 45°, mientras, que en la sur son casi verticales, con alguna inversión local. El sinclinal se extiende, mayoritariamente, por la provincia de León y se prolonga hacia el occidente por territorio asturiano hasta Monasterio de Hermo, en el concejo de Cangas del Narcea. La parte asturiana de la cuenca es denominada como cuenca de Degaña por autores como Gutiérrez Claverol y Luque Cabal.
En concreto, el yacimiento explotado se encuadró en el Inventario de recursos de carbón en España, dentro de la zona de El Bierzo-Villablino, en la subzona Norte, con las cuencas de Villablino, Tormaleo y San Emiliano. En esta zona se incluyeron todas las zonas mineras dentro del área de influencia de la central térmica Compostilla II, la mayoría de ellas en la provincia de León. En la Actualización del inventario de recursos nacionales de carbón (1982), el yacimiento es clasificado como una subzona dentro de la zona de Villablino, junto con las Villablino, Tormaleo y Monasterio de Hermo. La separación entre la subzonas de Monasterio de Hermo y de Cerredo está formado por una falla de dirección SO-NE, que independiza las labores subterráneas del grupo Cerredo y las de grupo La Braña, de Coto Minero del Narcea. Por el extremo oriental, la separación con la subzona de Villablino es la collada de Cerredo, límite provincial.
En el campo de explotación de HCC, el sinclinal de Villablino se encuentra dividido por una falla vertical en su eje, que eleva el bloque norte. Al norte, el Estefaniense de Cerredo se sitúa discordante sobre terrenos más antiguos, mientras que su borde sur está formado por un cabalgamiento, conocido como la falla de Villablino.

### Laboreo

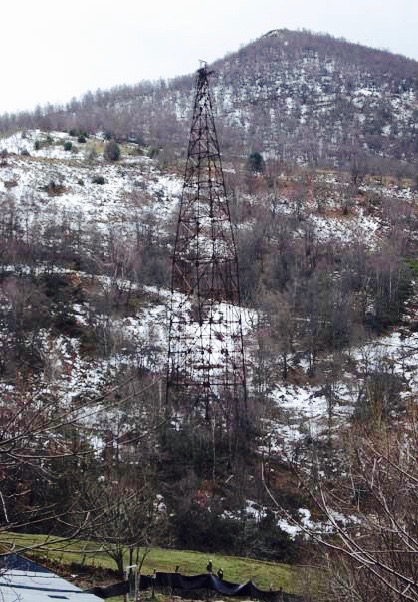
Antigua torre del cable aéreo, en La Collada.

Según Suárez Alonso (1977), la explotación de carbón en el coto Cortés había comenzado en 1917, debido a la Primera Guerra Mundial. En 1919 se constituía la empresa S.A. Hullas del Coto Cortés, Minas de Cerredo y Anexas, que continuó con el laboreo hasta 1926.
En 1941, con la Segunda Guerra Mundial, se reanuda el laboreo de la mina de montaña, por encima de 1322 m, en dos grupos mineros, denominados Mangueiro y Jatera. La producción se trasladaba mediante un ferrocarril propio, de 600 mm de ancho de vía, hasta la vecina provincia de León, a través del puerto de Cerredo, límite provincial. Al final de la línea el carbón era descendido mediante un plano inclinado hasta el lavadero de la compañía en la localidad de Caboalles de Arriba (Villablino). El edificio del lavadero, que subsiste aunque en ruinas, se sitúa en el paraje conocido como Caminosu, en la margen derecha del arroyo de La Fleitina. Desde este lavadero, el carbón lavado se transportaba a través del ramal de Caboalles de Arriba a Villablino del ferrocarril Ponferrada-Villablino y por la línea principal hasta la capital berciana, donde la empresa tenía un cargadero de RENFE.
En 1955 obtiene autorización para sustituir mediante un teleférico minero monocable el transporte por ferrocarril, que a su vez había sustituido al transporte por carruajes. Dicho cable aéreo funcionó desde 1957 hasta 1972. En ese año se concentran los dos grupos mineros existentes en uno denominado Cerredo. La principal infraestructura minera de este grupo son los socavones de acceso a 6 pisos, desde la cota 1074 del 1.º hasta los 1649 m del 6.º. Estos socavones son transversales generales situados en el mismo plano vertical, que, situado en el centro de la corrida de las capas, divide el campo de explotación en dos mitades, este (E) y oeste (W). Además, las instalaciones de exterior —lavadero, talleres, etc— se sitúan a bocamina del primer piso. En el transversal general de este primer piso se sitúa la cinta transportadora general, que extraía la producción de toda la mina subterránea, con destino al lavadero. El carbón arrancado descendía por gravedad por el interior de la mina. La producción lavada se transportaba mediante camiones. Para su transporte, la empresa construyó, a partir de 1976, una pista minera a través del puerto de Valdeprado, que comunica Cerredo con Palacios del Sil, en la provincia de León.

#### Cielo abierto
La explotación del yacimiento a cielo abierto comenzó en el verano de 1975. La explotación a cielo abierto se interrumpió en septiembre de 1978 debido a problemas en la estabilidad de los taludes y al rechazo de la central eléctrica de Compostilla a admitir carbones que no fueran de producción subterránea. En 1983 presentó el plan de labores correspondiente para reanudar la explotación.

#### Métodos de explotación
Interior
La propia empresa señala, en su sitio web y en las memorias anuales, que comenzó la mecanización del arranque, con arietes, cepillos y rozadoras, en la época de 1966 a 1976. El Inventario de recursos nacional de carbón: zona El Bierzo-Villablino indica que el arranque mecanizado supone el 42% de la producción del año 1973. Esta mecanización consistía en cepillos y rozadoras (Anderson Mavor AB-16 y KT-1), con entibación hidráulica individual (cepillo), autodesplazable (Anderson) y de madera (KT). Para los talleres de arranque manual, con martillo picador, señala como mayoritario el método de pozos y rampones, con mampostas de madera y relleno en la parte superior. El resto de talleres, de potencia inferior a 1 m, se llevaban con frente alineado, con llaves de madera. El informe Desarrollo de nuevos métodos en labores en pendiente o verticales, elaborado por la Empresa Nacional Adaro de Investigaciones Mineras en 1980 para el Ministerio de Industria y Energía de España, se señala que Cerredo fue, junto con Carbones de Berga, la primera mina de España en contar con un tajo completamente mecanizado con entibación marchante autodesplazable.
El Plan Director de la cuenca de Villablino añade a las máquinas de arranque citadas las rozadoras rusas TEMP-1, que en 1979 se utilizaron en 4 talleres junto a la Anderson en otro. En conjunto, los 5 talleres mecanizados dieron ese año una producción bruta de 218 428 t de un total de 307 704 t de minería subterránea (70,99%).
Gutiérrez Peinador señala que en Cerredo se realizó un ensayo de uno de los tres sistemas de mecanización integral con frente invertido con «cierto grado de aplicación» en la minería española del carbón. Este sistema, de origen soviético y conocido como Ucraina, se compone de un sostenimiento autodesplazable KGU y una rozadora eléctrica, que en el caso de Cerredo fue una Poisk-2. En el ensayo se añadió una viga articulada para el arriostramiento de las pilas de la entibación. El ensayo fue financiado por la Comisión de las Comunidades Europeas.
Cielo abierto
El Inventario de recursos de carbón de España (febrero de 1979), señala que la explotación a cielo abierto, de gran entidad, destacaba junto a las de Puertollano y Ariño, todas ellas posteriores a la de Puentes de García Rodríguez y anteriores a la de Meirama —las grandes minas a cielo de abierto de España, de lignito—. El Inventario clasifica la corta como «de técnicas americanas», para rocas duras, que se caracterizan por el uso de excavadoras y volquetes. En este caso, de 7 m³ y 50 t, respectivamente, para dar una producción aproximada de 200 000 tt en 1977, con una ratio de 15 m³/t.

#### Capas
Las capas explotadas se encuentran en la rama norte del sinclinal, con buzamientos de 40° en la zona este que disminuyen hasta los 25° en el límite oeste. El yacimiento está formada por una serie de secuencias estratigráficas cíclicas (ciclotemas) de carácter molásico. El ciclotema completo comprendería los siguientes elementos, de techo a muro:
- Lutitas
- Capa de carbón
- Lutitas
- Areniscas
- Conglomerados

El espesor de cada elemento es variable, llegando a desaparecer algún término del ciclotema, que son más incompletos hacia el techo de la formación.
A su vez, dentro de la formación se distinguen 2 tramos. En el superior, de unos 700 m de espesor predominan las areniscas y los conglomerados de grano grueso, y en él se encuentran la mayoría de las capas (hasta el muro de la capa IV). En el inferior, de 400 m, se encuentran el resto de las capas y predominan las lutitas y areniscas de grano fino.
En el yacimiento se han reconocido más de una decena de capas, que agrupadas por paquetes, se muestran en la tabla, de techo a muro.
| Paquete             | Capa       | Potencia (m) |
| ------------------- | ---------- | ------------ |
| Inesperada          | Carmen     | 0,50         |
| Inesperada          | Inesperada | 1,80-2,00    |
| Inesperada          | María      | 0,80-1,20    |
| Inesperada          | Vapora     | 0,50-0,60    |
| Inesperada          | Pitusa     | 1,00-1,10    |
| Inesperada          | Eldita     | 0,40-0,45    |
| Inesperada          | Partida    | 0,35-0,40    |
| Rosario             | Bienvenida | 0,90-1,00    |
| Rosario             | Paquita    | 0,80-1,00    |
| Rosario             | Rosario    | 1,70-2,00    |
| Paulina             | Y          | 0,70         |
| Paulina             | Anita      | 0,50-0,60    |
| Paulina             | Z          | 0,40-0,70    |
| Paulina             | Paulina    | 0,60-0,80    |
| Paulina             | Berta      | 1,30-1,80    |
| Paulina             | Sucia      | 0,90-1,10    |
| Calderón o Inferior | Patricia   | 1,20         |
| Calderón o Inferior | I          | 0,60-0,70    |
| Calderón o Inferior | II         | 0,50-0,80    |
| Calderón o Inferior | III        | 0,30         |
| Calderón o Inferior | IV         | 1,00         |

De acuerdo al ciclotema indicado la práctica totalidad de ellas tienen sus hastiales constituidos por pizarras (lutitas) salvo contadas excepciones. Dentro de ellas, las principales capas expotadas son Inesperada, Bienvenida, Rosario, Berta y Sucia.
Algunas de las capas han sido correlacionadas con las de grupos mineros adyacentes. Así, el Instituto Geológico y Minero de España estableció que la capa Paulina del grupo homónimo de la MSP coincide con la del grupo Cerredo. Lo mismo se puede decir para la Rosario, denominada como Ancha. Por el otro extremo, la capa Patricia se denomina Elena en el grupo La Braña, de Coto Minero del Narcea.

## Otras minerías
A través de su participación en otras empresas mineras, tuvo intereses en la minería del oro, del espato flúor y del carbón.

### Oro
En compañía de otras empresas, se dedicó a la exploración, investigación y puesta en marcha de explotaciones mineras de oro en Boinás, El Valle y Carlés, en el occidente asturiano, en los concejos de Belmonte y Salas. Así, en 1988 formó una joint venture con la Anglo American que llevaba 3 años de investigación en el valle de Begega. En 1992 se les une la compañía Concord Minera Asturiana (CMA), filial española de la Concord Services Inc., de Denver, Colorado (EUA). Finalmente, en 1993, la Anglo American vende su participación al resto de socios, que forman, un año después, la compañía Río Narcea Gold Mine, Ltd (RNGM). En esta empresa, que cotizaba en la bolsa de Toronto, HCC tenía, junto a Lignitos de Meirama el 40% de la empresa, a mediados de 1995. Lignitos de Mierama estaba participada por Unión Fenosa, que a su vez tenía una fuerte vinculación con el Banco Pastor, principal accionista de HCC.
El 27 de febrero de 1998 RNGM obtiene el primer lingote de oro en su planta de tratamiento de minerales a pie de mina de la explotación a cielo abierto de Boinás. Coto Cortés abandonó completamente su participación en RNGM en el primer semestre de 2002, después de haber reducido su participación paulinamente desde el año anterior.

### Villabona
En 1977 adquiere, a la familia Figaredo, la empresa Minas de Villabona, que explotaba el yacimiento de Santofirme, de carbón y fluorita, en las cercanías de la localidad de Villabona, en Asturias. Fundada en 1935, Minas de Villabona continuó con la extracción de hulla de la zona hasta 1967, en que la abandonó temporalmente debido a la crisis hullera de 1966. En 1957 había comenzado la explotación de espato flúor aprovechando parte de la infraestructura del carbón. Con la compra de la empresa por parte de HCC, se reanuda la explotación de carbón y se cambia en el espato el método de explotación a cámaras y pilares. En la década de 1970, Minas de Villabona consigue producir el 45% de la producción asturiana de espato flúor, siendo la región uno de los 10 mayores productores mundiales de fluorita.
En 1981, debido a la crisis mundial en el comercio de espato flúor se interrumpe la explotación, recolocándose parte del personal en una explotación a cielo abierto en la cima de Santofirme y en la mina de Cerredo. En 1982 se separan los negocios del carbón y del espato en dos empresas distintas. Minas de Villabona continúa con la explotación hullerra y se crea Espato de Villabona para la fluorita con activo (contabilidad)s de Minas de Villabona. La explotación de carbón se abandonó, definitivamente, en 1990 y la de espato se reanudó en 1983, con producciones modestas hasta 1991, en que la mina únicamente se mantuvo en desagüe y mantenimiento. Finalmente, en 2001, los activos mineros de Espato de Villabona fueron vendidos a Preparación Minera del Norte.

## Reconocimientos
En el año 2003 compartió con ISASTUR el segundo Premio a la Prevención de Riesgos Laborales, en la modalidad de empresa, otorgado por el Instituto Asturiano de Prevención de Riesgos Laborales.